# Horacio Rodríguez Larreta

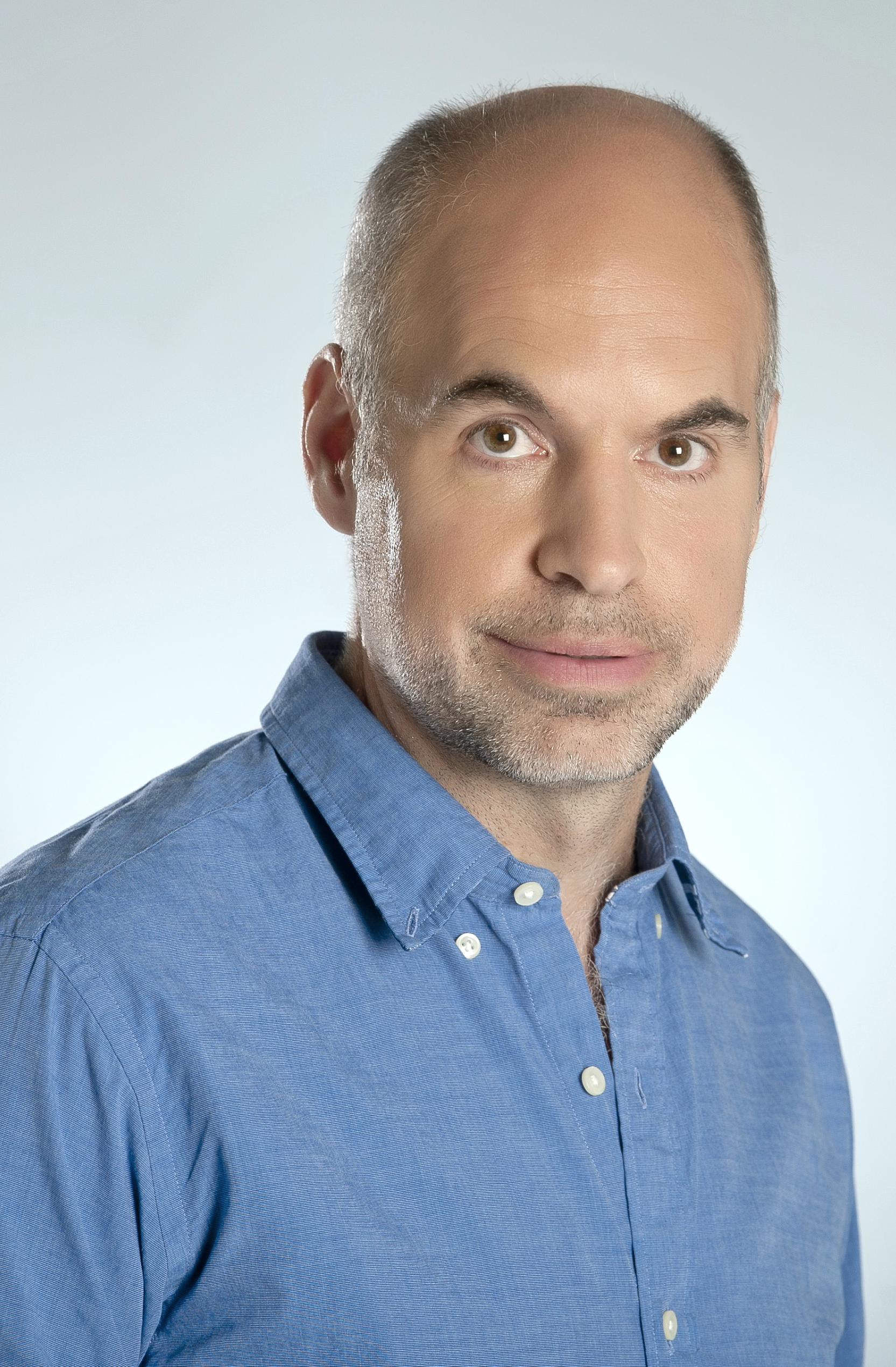
Horacio Rodríguez Larreta (2016)

Horacio Rodríguez Larreta (geboren am 29. Oktober 1965 in Buenos Aires) ist ein argentinischer Politiker (Propuesta Republicana). Von 2015 bis 2023 war er Regierungschef von Buenos Aires.

## Familiäre Herkunft
Horacio Rodríguez Larreta wurde 1965 in Buenos Aires geboren. Larreta stammt aus einer traditionell einflussreichen Familie. Seine Vorfahren gehörten zu den ersten Großgrundbesitzern am Río de la Plata im 17. Jahrhundert. Zahlreiche seiner Vorfahren hatten Positionen im Staatsapparat inne. Sein Vater, Horacio Rodríguez Larreta Leloir, war Ökonom und Politologe mit Studienabschlüssen der Sorbonne und London School of Economics, und arbeitete sowohl unter der Regierung Arturo Frondizis als auch Carlos Menems.

## Ausbildung und frühe Karriere
Horacio Larreta machte 1983 sein Abitur an einer renommierten Sekundarschule in Buenos Aires und studierte bis 1988 Wirtschaftswissenschaften an der Universidad de Buenos Aires. Nach Studienabschluss wurde er Finanzanalyst der ESSO in Argentinien. Von 1991 bis 1993 absolvierte er einen Master in Betriebswirtschaft an der Harvard University.
Von 1995 bis 1998 war er Manager bei der argentinischen Sozialversicherung (ANSeS).

## Politische Karriere
Nachdem er während der Menem-Regierung in den 1990er Jahren Karriere im Staatsapparat gemacht hatte, war er 2002 Mitgründer des Bündnisses Compromiso para el Cambio, einem Verläufer der Propuesta Republicana, deren Vizepräsident er im folgenden Jahr wurde. Ebenfalls 2003 kandidierte er als Vizekandidat von Mauricio Macri bei den Wahlen zum Regierungschef der autonomen Stadt Buenos Aires. Die Wahlformel siegte mit 37,5 % im ersten Wahlgang, musste sich jedoch in der Stichwahl geschlagen geben. Nach Macris Sieg 2007 war Larreta Kabinettschef der Regierung von Buenos Aires. Diesen Posten hielt er für zwei Legislaturperioden bis 2015.
Im Jahr 2015 wurde Larreta zum Regierungschef von Buenos Aires gewählt und trat damit die Nachfolge des im selben Jahr zum Präsidenten gewählten Mauricio Macri an. Im Jahr 2019 wurde er im ersten Wahlgang für eine zweite Amtszeit gewählt, obwohl seine Partei bei gleichzeitig stattfindenden Wahlen sowohl auf nationaler Ebene als auch auf Ebene der Provinz Buenos Aires Niederlagen einstecken musste. Im Dezember 2023 endete seine zweite Amtszeit, eine erneute Kandidatur war verfassungsgemäß nicht vorgesehen. 
Er kandidierte 2023 bei den Präsidentschaftswahlen. In den Vorwahlen (PASO) unterlag er jedoch der parteiinternen Konkurrentin Patricia Bullrich.

## Politische Einordnung
Larreta wird als pragmatisch und konsensorientiert eingeschätzt. In der sich politisch nach rechts orientierenden Propuesta Republicana gilt er (Stand 2023) als gemäßigt bzw. zum Zentrum tendierend.

## Privates
Larreta ist verheiratet und hat drei Kinder.

## Publikationen
- Tecnología y competitividad en el Mercosur (1996)
- Hacia un nuevo sector público (1997)
- Domando al elefante blanco (1998)
- El desafío de la igualdad (1999)
- La reconstrucción del Estado (2004)
- Como superar el default social (2005)
- El país que queremos (2006)[5]